# Robert Bézac
Pour le prêtre slovaque, voir Róbert Bezák.
Robert Bézac (Fernand-Pierre-Robert Bézac des Martinies), né le 25 février 1904 à Périgueux et mort le 28 mars 1989 à Saint-Vincent-de-Paul (Landes), est un prélat français qui fut évêque d'Aire et Dax de 1963 à 1978.

## Biographie
Prêtre pour le diocèse de Périgueux, il reçoit l'ordination le 10 juillet 1929.
Nommé évêque le 16 janvier 1961, il est consacré le 25 avril 1961 en la cathédrale Saint-Front de Périgueux par l'ordinaire des lieux, Georges-Auguste Louis, assisté de Joseph Urtasun, archevêque d'Avignon, et de Roger Johan, évêque d'Agen, avant de rejoindre son poste de coadjuteur d'Aire et Dax; il succède à l'évêque titulaire Clément Mathieu le 25 mars 1963, au décès de celui-ci. Le 8 juin 1969, il inaugure l'église Notre-Dame-des-Dunes de Mimizan.
Démissionnaire le 25 avril 1978, pour raisons de santé, il décède le 28 mars 1989.
Sous son épiscopat, le diocèse accueille pour la première fois un évêque auxiliaire : Jean-Charles Thomas, du 13 mars 1972 au 4 février 1974.
Lors de sa démission, Robert Bézac laisse la place à son coadjuteur Robert Sarrabère.
Il décède le 28 mars 1989 à Saint-Vincent-de-Paul.

## Armes
D'argent au mantel de gueules chargé de cinq annelets d'or et accompagné à dextre d'une étoile d'azur et à senestre d'une coquille de saint Jacques du même : chapeau d'évêque, mitre brochant sur une crosse en pal passée derrière l'écu.